# حفاظتی بیش از حد
حفاظتی بیش از حد (به انگلیسی: Overprotected) تک‌آهنگی از بریتنی اسپیرز است که در ۱۲ دسامبر ۲۰۰۱ منتشر شد. این تک‌آهنگ در آلبوم بریتنی (آلبوم) قرار داشت.
این تک‌آهنگ در چارت‌های فنلاند، سوئد، فلاندر، ایرلند، نروژ جزو ده ترانه اول قرار گرفت.